# Katedra św. Andrzeja w Aberdeen
Katedra świętego Andrzeja w Aberdeen  (ang. Cathedral Church of Saint Andrew) – katedra diecezji Aberdeen i Orkney Szkockiego Kościoła Episkopalnego. Mieści się przy ulicy King Street.
Zaprojektowana przez Archibalda Simpsona i wzniesiona w latach 1816-1817 z prezbiterium zaprojektowanym przez G.E. Streeta (1880 rok) i kruchtą zaprojektowaną przez Sir R.S Lorimera (1911 rok). Wnętrze zaprojektowane przez Sir Niniana Compera w latach 1936-1943. Katedra w stylu neogotyckim Perpendicular Style obejmująca nawę główną i zamykające nawy boczne. Mur ciosowy z piaskowca od strony zachodniej (elewacja przy King Street), mur z gruzowanego granit u od tyłu. Sztukaterie, głęboko osadzone, spiczasto-łukowe, półokrągłe i wielodzielne okna maswerkowe, dominujące 3-stopniowe żabkowe i kwiatonowe sparowane sygnaturki. Zachodnia (elewacja wejściowa): symetryczna trzyprzęsłowa szczytowa elewacja z wyższym środkowym przęsłem z dużym skomplikowanym 4 - otworowym oknem maswerkowym. Niska kruchta wejściowa Lorimera z 1911 roku z oknem maswerkowym i wejściem we wklęsłym narożniku. Środkowe przęsło zamknięte przez parę sprzęgniętych sygnaturek, wznoszących się z ziemi, parę mniejszych sygnaturek w narożnikach zewnętrznych przęseł. Gzyms przebity na środkowym przęśle, blankowany na zewnętrznych przęsłach. Głównie 2, 3 i 4-otworowe okna maswerkowe, niektóre ozdobione witrażami. Szary łupek.